# Ossaea brenesii
Ossaea brenesii är en tvåhjärtbladig växtart som beskrevs av Paul Carpenter Standley. Ossaea brenesii ingår i släktet Ossaea och familjen Melastomataceae.
Artens utbredningsområde är Costa Rica. Inga underarter finns listade i Catalogue of Life.